# Pitillas
Pitillas – gmina w Hiszpanii, w Nawarze, o powierzchni 42,38 km². W 2011 roku gmina liczyła 544 mieszkańców.